# Cristoforo Giarda
Pour les articles homonymes, voir Giarda.

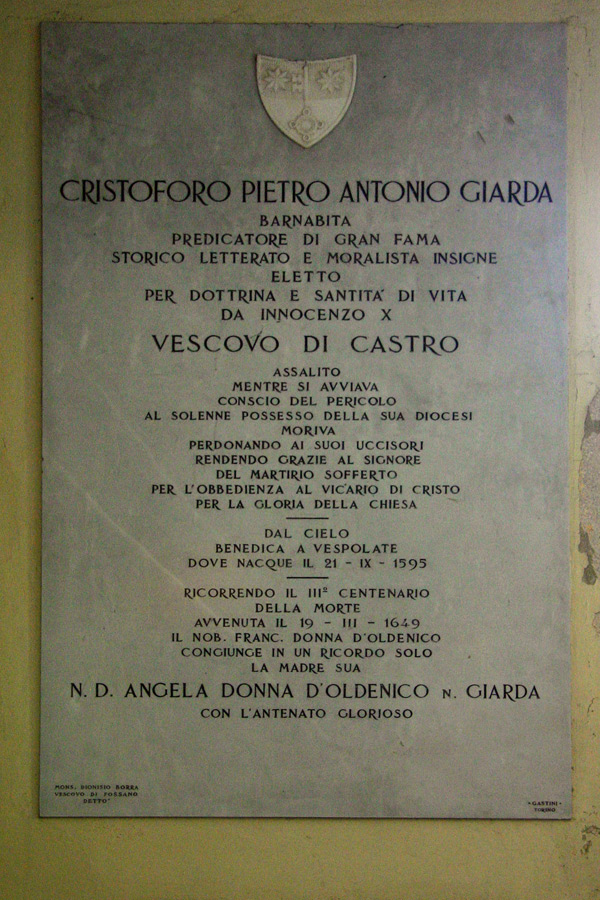
Plaque commémorative dans l'église paroissiale de Vespolate

Cristoforo Pietro Antonio Giarda (né le 21 septembre 1595 à Vespolate et mort le 19 mars 1649 à Monterosi) est un évêque catholique de l'ordre des Barnabites.

## Biographie
Cristoforo Giarda est le dernier évêque du diocèse de Castro de 1648 jusqu'à sa mort.
La mort de Cristoforo Giarda est estimée comme étant à l'origine de la guerre qui eut pour conséquence la destruction du Duché de Castro qui depuis la fin du XVIe siècle faisait l'objet de litiges entre les Farnèse et l'État pontifical.
Le 17 avril 1648 le pape Innocent X nomma évêque de Castro monseigneur Giarda, sans en informer le seigneur de la ville Ranuce II Farnèse, lequel empêcha le prélat de prendre possession de la diocèse, conditionnant celle-ci à un éventuel « accomodamento » avec Rome.
Pendant une année, les nombreux échanges épistolaires ne réussirent pas à débloquer la situation et le Pape ordonna finalement à l'évêque de prendre possession par « tout moyen » de sa diocèse. 
Le 18 mars 1649, pendant son voyage entre Rome et Castro, Cristoforo Giarda, a été victime d'une embuscade près de Monterosi,  perpétrée par Ranuccio Zambini di Gradoli et Domenico Cocchi di Valentano.
Innocent X accusa aussitôt Ranuce d'être le commanditaire de l'embuscade et ordonna au gouverneur de Viterbe d'initier un procès afin d'identifier les coupables. Celui-ci attribua la responsabilité au duc Ranuce, par conséquent le Pape donna l'ordre d'attaquer le duché de Castro. 
La guerre qui s'ensuivit eut comme conséquence la destruction de Castro et à la suppression de la diocèse, dont le siège a été transféré au diocèse d'Acquapendente (it).

## Œuvres
Cristoforo Giarda a écrit :
- (la) Cristoforo Giarda, Bibliothecae Alexandrinae Icones symbolicae, auctore Christofori Giardae, Googlr.books, 1626 (lire en ligne)